# The New Times (Rwanda)
The New Times er en engelsk sproget avis i Rwanda, den blev etableret i september 1995. Avisen hjemmeside blev lanceret i 2003 og bliver kaldet The New Times Online.
Avisen blev i maj 2009 beskrevet som stats kontrolleret af menneskerettighedsgruppen Human Rights Watch .